# Рака

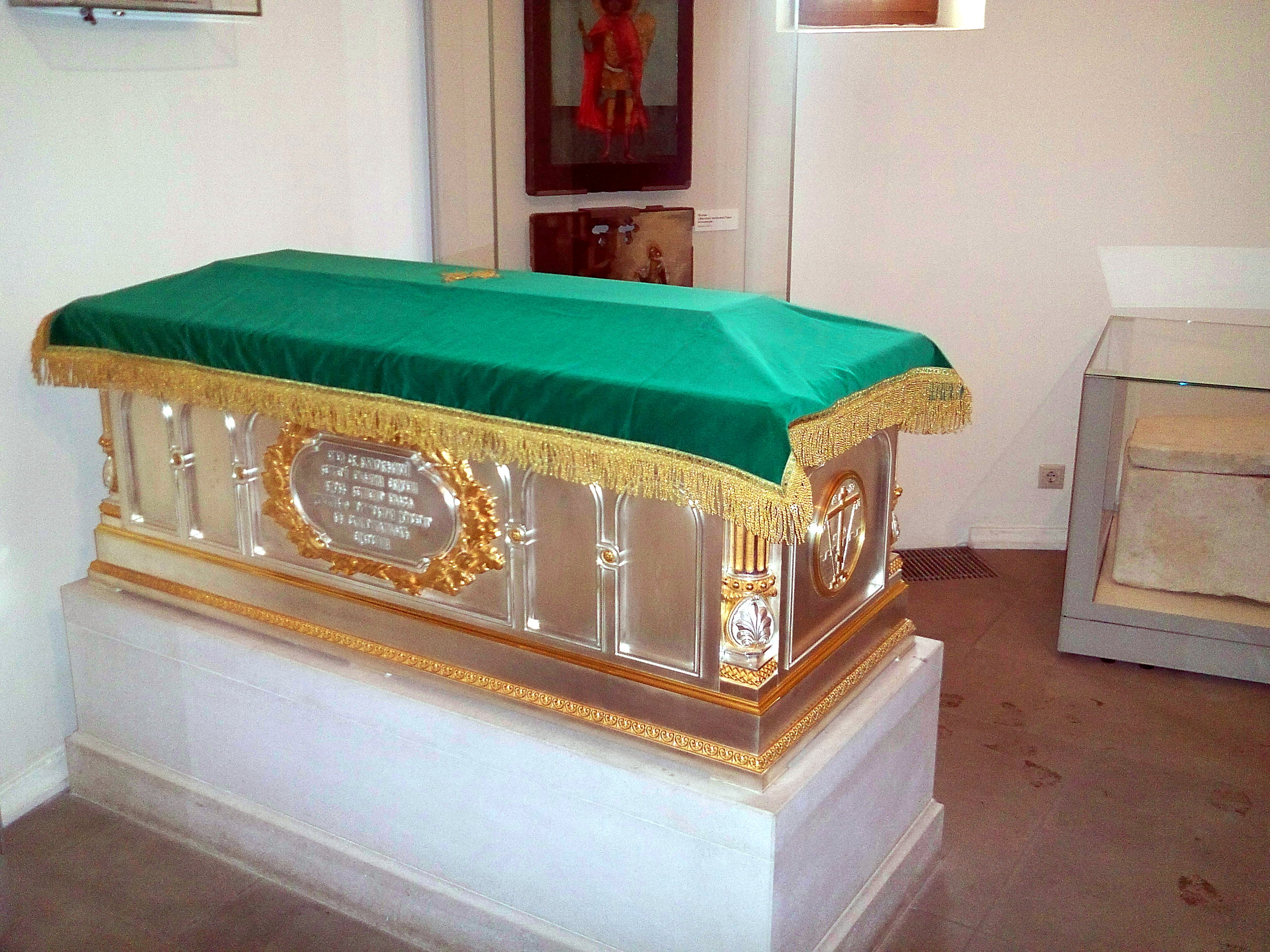

Ра́ка (прасл. *raka від лат. arca — «ящик», «скринька», «ковчег») — скриня з мощами святих, зазвичай, але не обов'язково у формі могили (домовини). Часто рака являє собою витвір мистецтва — виготовляється з благородних металів і прикрашається дорогоцінним камінням. Для дерев'яних рак використовують цінні породи дерева.
Від слова рака, як вважається, походить і «раковина».